# Конюшина повзуча
Конюши́на повзу́ча, конюшина біла (Trifolium repens). Місцеві назви — бі́лий горі́шок, орі́шина, сі́ре зі́лля, ли́шки, в'язі́ль, ка́шка, тройнячо́к, хреща́тий барві́нок, хре́стики. Багаторічна трав'яниста рослина родини бобових, цінна кормова рослина.

## Ботанічні характеристики

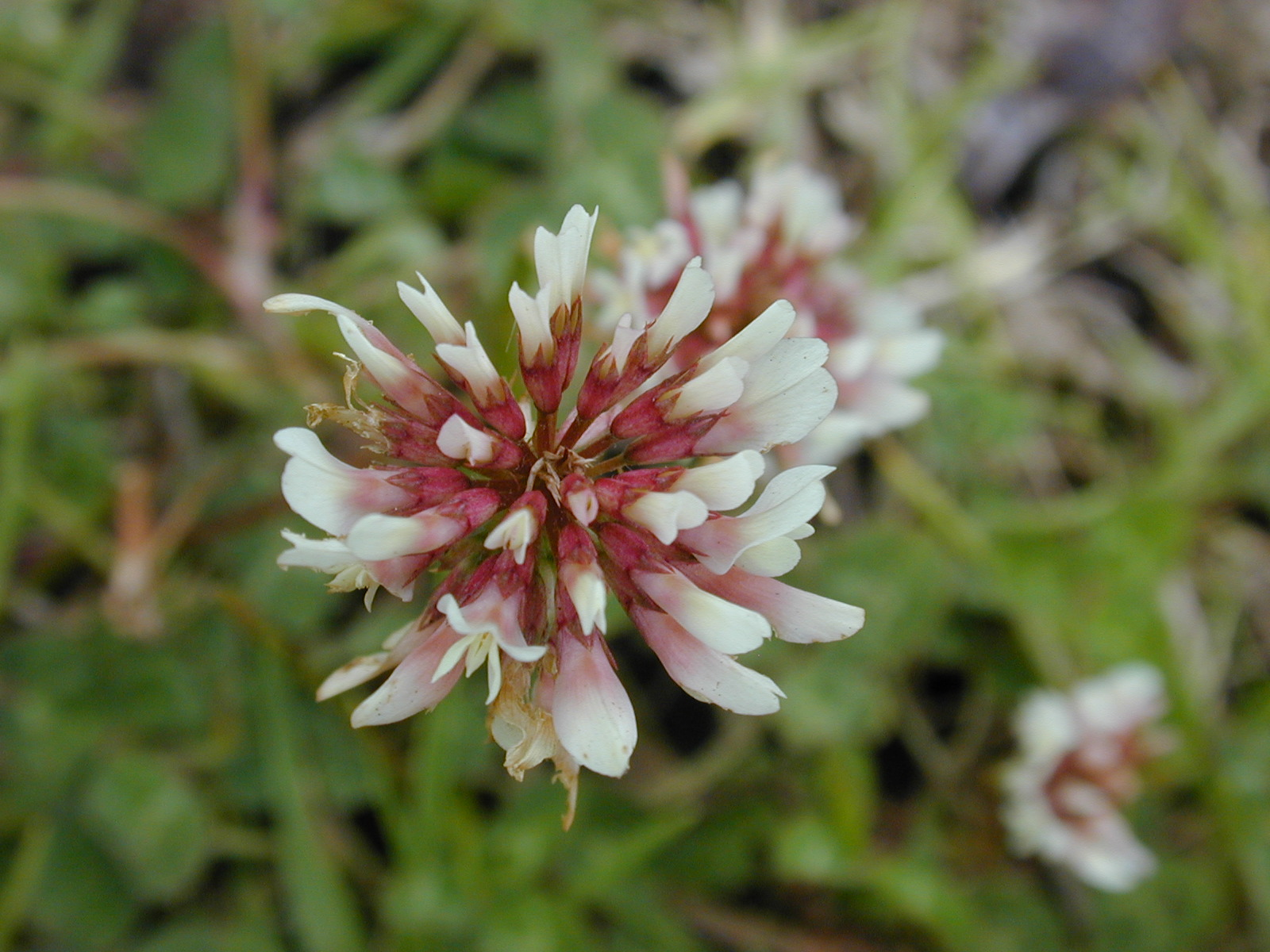
Квітка конюшини повзучої

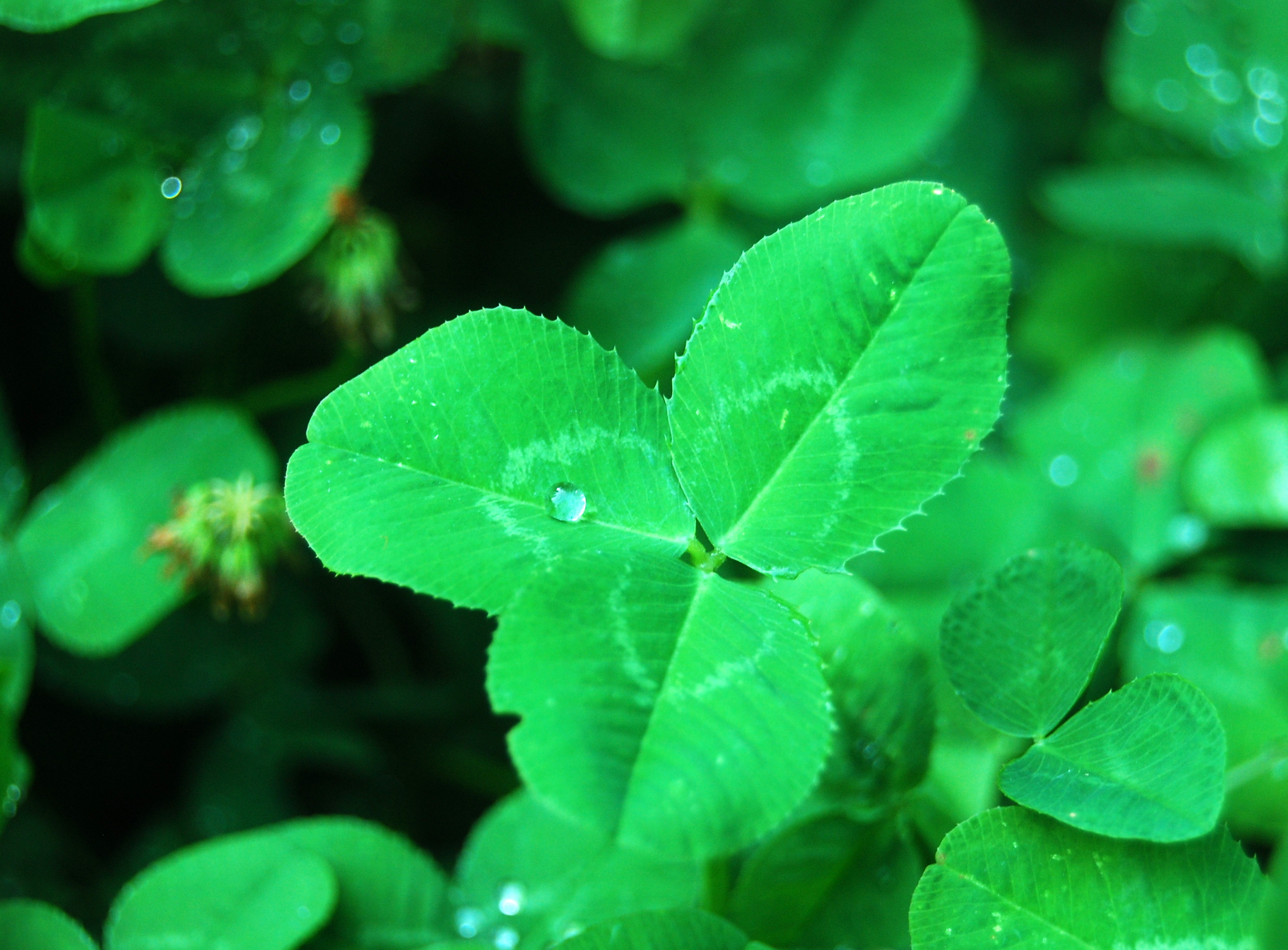
Листки конюшини

Має повзучі пагони, які по вузлах укорінюються. Стебло голе, сланке або висхідне, розгалужене, часто порожнисте, 10—35 см заввишки. Листки довгочерешкові, трійчасті; листочки оберненояйцеподібні, дрібнозубчасті.
Квітки дрібні, неправильні, білі, блідо-рожеві або блідо-жовті, у головчастих кулястих суцвіттях на довгих квітконосах, які складаються із 40-70 білих чи біло-рожевих квіточок. Цвіте у травні — вересні. Конюшина біла найкраще виділяє нектар у діапазоні температур 25-28 °C при достатній вологості ґрунту та повітря. У посушливі роки виділення нектару припиняється. Трубочка віночка неглибока, тому нектар добре доступний для бджіл та комах. Медопродуктивність у середніх широтах доходить до 100 кг/га (у південних регіонах — менше). Є добрим медодаєм. Мед світлий, солодкий і ароматний, при зацукрюванні утворює білу дрібнокристалічну масу.
Плодоношення доволі інтенсивне, врожайність насіння може сягати до 16,2 ц/га. Плід — біб.

## Поширення
Поширений у всій Європі, Північній Африці, Західній і Середній Азії, Сибіру, Пакистані; натуралізований в Африці (Ефіопія, Кенія, Танзанія, ПАР), Азії (Китай, Бутан, Індія, Шрі-Ланка), Австралії, Новій Зеландії, Америці (Канада, Мексика, США, Вест-Індія, Центральна Америка, Південна Америка); широко культивується
В Україні вид зростає на луках, схилах, у степах переважно в западинах і на подах — на всій території, крім високогір'я Карпат.

## Сировина
Для виготовлення ліків використовують траву, яку збирають під час повного цвітіння рослини. Сушать під наметом або в теплому приміщенні, стежачи за тим, щоб суцвіття (головки) не пересохли і не обсипалися. Рослина неофіцинальна. Хімічний склад. Трава містить алкалоїди, дубильні речовини, вітаміни Е, С, каротин (провітамін А) та інші, естрагенний ізофлавон, куместрол.

## Фармакологічні властивості і використання
В народній медицині рослина відома своїми тонізувальними, знеболювальними, ранозагоювальними і протитоксичними властивостями. Настій трави п'ють при простудних захворюваннях, задусі, туберкульозі легень, отруєннях, жіночих хворобах, зокрема, при маткових кровотечах, при порушеннях сольового обміну та при втраті сил внаслідок виснажливих захворювань.
Настоєм обмивають рани, щоб вони швидше гоїлися.

## Лікарські форми і застосування
Внутрішньо — настій трави (3 чайні ложки трави на склянку окропу, настоюють 1 годину) по чверті склянки 4 рази на день.